# Ceolnoth
Ceolnoth (... – 4 febbraio 870) è stato un arcivescovo anglosassone.

## Biografia
Pochissimo è noto di Ceolnoth prima della sua consacrazione come diciassettesimo arcivescovo di Canterbury nell'833. Secondo storici medievali avrebbe prestato servizio nell'arcidiocesi già per qualche tempo prima di diventarvi arcivescovo: Gervasio di Canterbury, ad esempio, afferma che fosse stato decano di Canterbury, ma non esistono prove a supporto di questa teoria e il suo nome compare per la prima volta nei documenti solo nell'833.
Nell'836 presiedette con Wiglaf di Mercia a un concilio a Croft, mentre nell'838 si alleò con Egberto ed Etelvulfo del Wessex a Kingston upon Thames; questo accordo garantì la protezione dell'arcidiocesi contro le incursioni dei vichinghi, in cambio del supporto dell'arcivescovo all'incoronazione di Etelvulfo come nuovo re del Wessex. Gli attacchi vichinghi (specialmente tra l'851 e l'855) furono il più grande dei problemi che Ceolnoth dovette affrontare durante il suo episcopato, dato che causarono un declino della vita monastica in tutta l'Inghilterra meridionale: le razzie portarono i monaci a fuggire dai monasteri, mentre la qualità dei manoscritti copiati e miniati in questo periodo precipitò vertiginosamente.
Negli ultimi anni del suo episcopato, Ceolnoth fu coadiuvato da quattro arcidiaconi. Morì nel febbraio dell'870.

## Successione apostolica
La successione apostolica è:
- Vescovo Berhtred (838)
- Vescovo Helmstan (838)
- Vescovo Ceolred (840)
- Vescovo Tunberht (844)
- Vescovo Swithun (852)
- Vescovo Deorwulf (855)
- Vescovo Ealhferth (862)
- Vescovo Diorlaf (862)